# خوتمیژسک (شهرستان گرایفسکی، استان بلگورود)
خوتمیژسک (انگلیسی: Khotmyzhsk, Grayvoronsky District, Belgorod Oblast) یک شهرک در بخش گرایفسکی استان بلگورود کشور روسیه است.